# Emanuele Fergola
Emanuele Fergola (Napoli, 20 ottobre 1830 – Napoli, 5 aprile 1915) è stato un matematico e astronomo italiano.

## Biografia

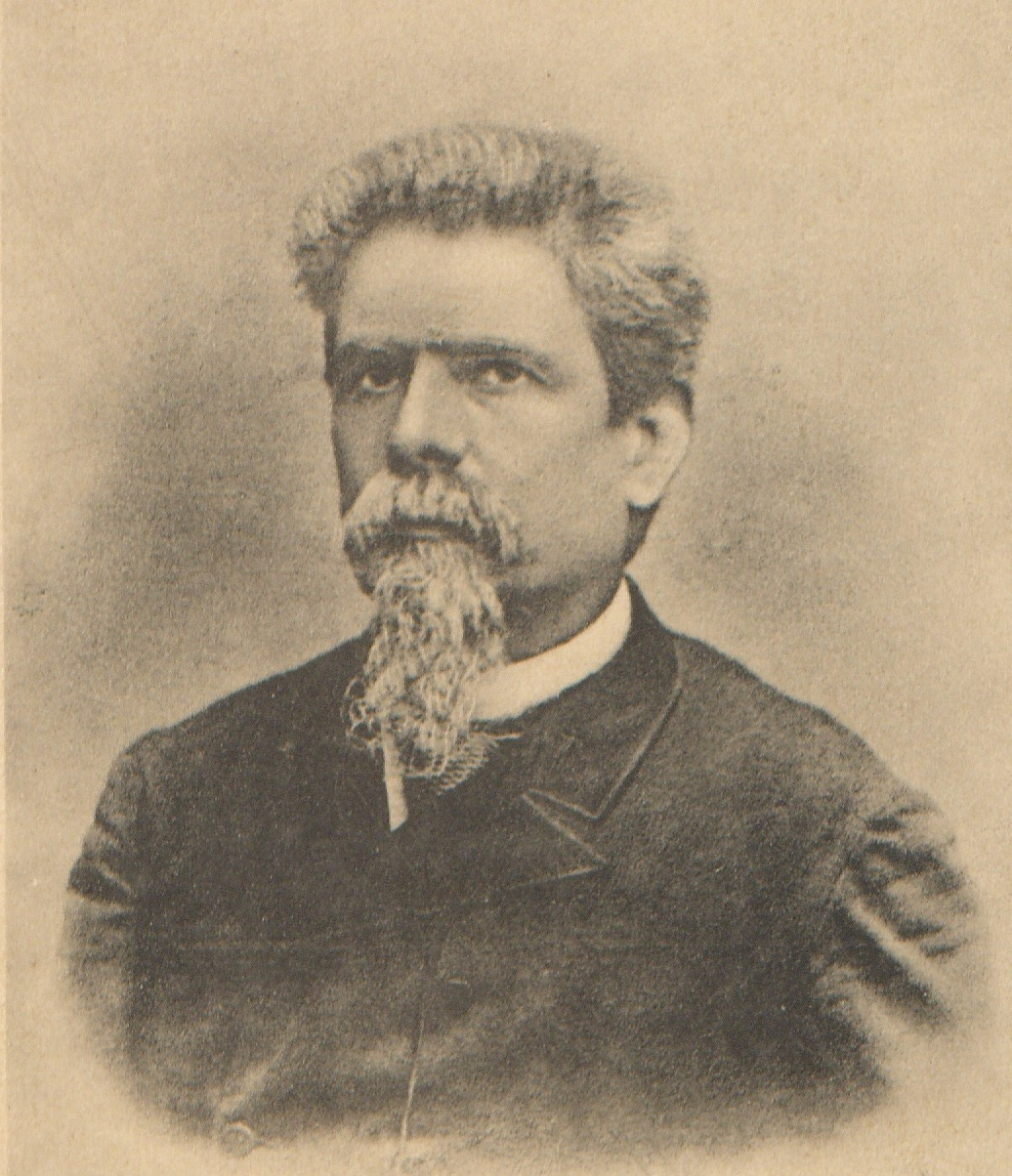
Ritratto di Emanuele Fergola, circa 1896

Figlio del generale borbonico Gennaro Fergola, proveniva da una famiglia di artisti e scienziati, tra cui il pittore Salvatore Fergola, il matematico Nicola Fergola, il geodeta Francesco Fergola e il matematico e astronomo Gabriele Fergola.
Ammesso nel 1849 come alunno all'Osservatorio astronomico di Capodimonte, vi passò tutta la sua vita scientifica. Prima dell'unificazione italiana, insegnò matematica alla Scuola militare "Nunziatella". Nel 1860 fu nominato da Garibaldi professore d'introduzione al calcolo sublime all'università di Napoli (vi insegnò, a partire dal 1863, anche analisi superiore).
Tra i vari incarichi di prestigio ricoperti, si ricordano quello di professore di astronomia all'Università di Napoli (1890-1910); di rettore dell'Università di Napoli (1889-1891); direttore dell'Osservatorio astronomico di Capodimonte (Specola di Napoli) (1890-1910); e presidente dell'Accademia Pontaniana di Napoli (1900-1903) (1906-1909). Socio dell'Accademia Nazionale dei Lincei, nel 1905 fu nominato senatore del Regno d'Italia.

## Attività scientifica
Sino al 1863 Fergola produsse numerosi lavori di matematica pura (inviluppi, numeri di Bernoulli, serie).
Successivamente a tale data, la sua produzione scientifica divenne più marcatamente legata allo studio dell'astronomia.
Questi ultimi lavori, cui è legata la sua fama di studioso, concernono principalmente argomenti quali calcoli d'orbite di asteroidi, calcolo di differenze di longitudini, la posizione dell'asse di rotazione della Terra e il connesso problema della variazione delle latitudini.